# Brouwermedaljen
Brouwermedaljen (nederländska: Brouwermedaille) är en vetenskaplig utmärkelse, som sedan 1970 utdelas vart tredje år till en framstående matematiker av Koninklijk Wiskundig Genootschap, det nederländska matematiska sällskapet. Medaljen är uppkallad efter Luitzen Egbertus Jan Brouwer.

## Pristagare
- 1970: René Thom
- 1973: Abraham Robinson
- 1978: Armand Borel
- 1981: Harry Kesten
- 1984: Jürgen Moser
- 1987: Jurij Manin
- 1990: Walter Murray Wonham
- 1993: László Lovász
- 1996: Wolfgang Hackbusch
- 1999: George Lusztig
- 2002: Michael Aizenman
- 2005: Lucien Birgé
- 2008: Phillip Griffiths
- 2011: Kim Plofker
- 2014: John N. Mather
- 2017: Kenneth A. Ribet